# تپه گردی پست
تپه گردی پست در شهرستان بانه، بخش مرکزی، دهستان شوی، روستای سونج واقع شده و این اثر در تاریخ ۱۵ دی ۱۳۸۷ با شمارهٔ ثبت ۲۴۱۶۳ به‌عنوان یکی از آثار ملی ایران به ثبت رسیده است.